# Krasnaja Jaruga
Krasnaja Jaruga è una cittadina della Russia europea sudoccidentale, situata nella oblast' di Belgorod; appartiene amministrativamente al rajon Krasnojaružskij, del quale è il capoluogo.